# Come l'ombra
Come l'ombra è un film drammatico del 2006 diretto da Marina Spada, con Anita Kravos e Karolina Dafne Porcari.
Presentato nelle Giornate degli Autori della Mostra del Cinema di Venezia 2006, ha partecipato a numerosi festival internazionali (vincendo il premio per la regia al Mar Del Plata Film Festival), ma è stato distribuito nelle sale cinematografiche italiane solo il 22 giugno 2007, in un numero limitato di copie.

## Trama
A Milano, Claudia, una donna di indole solitaria, lavora in un'agenzia di viaggi e nel tempo libero frequenta un corso serale per imparare il russo. Qui inizia ad avere una relazione con il suo insegnante, l'ucraino Boris. Dopo un po' di tempo Boris, prossimo a far ritorno in patria, chiede a Claudia di ospitare per una settimana una sua cugina ucraina. Claudia, seppur diffidente e spiazzata dalla richiesta, accetta ed accoglie così in casa Olga. La convivenza tra le due donne si rivela piacevole, ma quella che sarebbe potuta essere l'inizio di un'amicizia, viene interrotta dalla sparizione, appena un paio di giorni dopo il suo arrivo, di Olga. Nei giorni seguenti Claudia attende ansiosamente notizie della ragazza, ma anche Boris sembra essere scomparso, visto che non è tornato a casa e non risponde al telefono; ma una notte, Claudia riceve una telefonata che darà un triste svolta alla situazione.

## Colonna sonora
- La solitudine di Laura Pausini

## Critica
- C'è una Milano prima percepita con geometrico rigore, poi esplorata nel periferico microcosmo degli immigrati. C'è una scrittura registica affilata come un bisturi. Commento del dizionario Morandini che assegna al film tre stelle e mezzo su cinque di giudizio.[1]
- Il film racconta una storia di solitudine a Milano, costringendoci ad interrogarci su noi stessi e sulla nostra presenza tra le cose e le persone. Commento del dizionario Farinotti che assegna al film tre stelle su cinque di giudizio[2]

## Il titolo
Il titolo del film deriva dall'ultima strofa della poesia A molti (1922) di Anna Achmatova, mostrata prima dei titoli di coda:
come vuole la carne separarsi dall’anima,

così io adesso voglio essere scordata.»

## Riconoscimenti
- Mar Del Plata Film Festival 2007: miglior regia